# Clásico RCN 2010
Le Clásico RCN 50 años Comcel est la cinquantième édition du Clásico RCN. Elle s'est disputée du 30 septembre au 10 octobre 2010, en Colombie.
La course menait les coureurs de Bucaramanga (département de Santander) à Envigado (département d'Antioquia).
20 équipes ont disputé la compétition pour un total de 188 coureurs.
Le vainqueur de l'épreuve fut Félix Cárdenas.

## Équipes participantes
20 équipes disputent la course.
| Équipe                                      | Principaux engagés                                                    |
| EPM - UNE                                   | Mauricio Ortega, Javier González, Rafael Infantino, Juan Pablo Suárez |
| GW Shimano - CHEC - Edeq                    | Félix Cárdenas, Iván Parra, Marlon Pérez, Weimar Roldán               |
| Indeportes Antioquia - FLA - IDEA           | Sergio Henao, William Valencia                                        |
| Lotería del Táchira                         | Carlos Gálviz                                                         |
| Multirepuestos Bosa                         | Walter Pedraza                                                        |
| Colombia es Pasión - 472 - Café de Colombia | Alex Cano, Robinson Chalapud                                          |
| Llantas Chaoyang - Envia                    | Jaime Vergara, Marvin Angarita                                        |
| San Bernardo del Viento                     | Ricardo Giraldo                                                       |
| Inder Huila                                 | José Camilo Aroca                                                     |
| Fuerzas Armadas - Ejército Nacional         | Wilson Uriel López                                                    |
| Club Ciclo Ases                             | Cristian Talero                                                       |
| EBSA (Empresa de Energia de Boyacá)         | Libardo Niño, Víctor Niño                                             |
| Formesan                                    | Élder Herrera                                                         |
| Néctar de Cundinamarca - Pinturas Bler      | Diego Calderón, Álvaro Gómez, Freddy González, Fabio Montenegro       |
| Selección Colombia - Indeportes Antioquia   | Juan Esteban Arango                                                   |
| Gobernación del Tolima                      | Giovany Barriga                                                       |
| Boyacá orgullo de América                   | Freddy Montaña, Fernando Camargo, Iván Casas                          |
| Supergiros                                  | Carlos Alzate, Juan Diego Ramírez                                     |
| Flejes Bonelo                               | William Rodríguez                                                     |
| Martilujos                                  | Jairo Humberto Agudelo                                                |

## Les étapes
| Étape     | Date         | Villes étapes         | km                   | Vainqueur d'étape | Leader du classement général |
| 1re étape | 30 septembre | Bucaramanga           | 27 (CLM par équipes) | GW Shimano        | Marlon Pérez                 |
| 2e étape  | 1er octobre  | Bucaramanga - San Gil | 100                  | Iván Casas        | Marlon Pérez                 |
| 3e étape  | 2 octobre    | Socorro - Sogamoso    | 228                  | Marlon Pérez      | Marlon Pérez                 |
| 4e étape  | 3 octobre    | Duitama - Bogota      | 194                  | Marvin Angarita   | Marlon Pérez                 |
| 5e étape  | 4 octobre    | La Calera - Sopó      | 23 (CLM)             | Marlon Pérez      | Marlon Pérez                 |
| 6e étape  | 5 octobre    | Fusagasugá - Ibagué   | 167                  | Marlon Pérez      | Marlon Pérez                 |
| 7e étape  | 6 octobre    | Ibagué - Pereira      | 124                  | Sergio Henao      | Iván Parra                   |
| 8e étape  | 7 octobre    | Pereira - Cali        | 221                  | Marlon Pérez      | Iván Parra                   |
| 9e étape  | 8 octobre    | Buga - Manizales      | 191                  | Juan Pablo Suárez | Félix Cárdenas               |
| 10e étape | 9 octobre    | Manizales - Jericó    | 163                  | Freddy Montaña    | Félix Cárdenas               |
| 11e étape | 10 octobre   | Jardín - Envigado     | 109                  | Robinson Chalapud | Félix Cárdenas               |

## La course
Après avoir remporté la première étape, disputée en contre-la-montre par équipes, l'équipe GW Shimano a dominé le classement général individuel de ce 50e Clásico.
Tour à tour, ses leaders Marlon Pérez, Iván Parra et finalement Félix Cárdenas ont été en tête de ce classement.

## Classement général
134 coureurs terminent l'épreuve.
| #   | Coureur            | Équipe                    |    | Temps            |
| --- | ------------------ | ------------------------- | -- | ---------------- |
| 1.  | Félix Cárdenas     | GW Shimano                | en | 38 h 09 min 06 s |
| 2.  | Sergio Henao       | Indeportes Antioquia      | +  | 1 min 04 s       |
| 3.  | Freddy Montaña     | Boyacá orgullo de América |    | 1 min 12 s       |
| 4.  | Fernando Camargo   | Boyacá orgullo de América |    | 3 min 20 s       |
| 5.  | Rafael Infantino   | EPM-UNE                   |    | 4 min 42 s       |
| 6.  | Álvaro Gómez       | Néctar de Cundinamarca    |    | 5 min 06 s       |
| 7.  | Juan Diego Ramírez | Super Giros               |    | 6 min 56 s       |
| 8.  | Iván Casas         | Boyacá orgullo de América |    | 7 min 26 s       |
| 9.  | Víctor Niño        | EBSA                      |    | 7 min 53 s       |
| 10. | Fabio Montenegro   | Néctar de Cundinamarca    |    | 8 min 19 s       |

## Évolution des classements
| Étapes             | Vainqueur          | Classement général | Classement de la montagne | Classement de la régularité | Classement des étapes volantes | Classement par équipes    |
| ------------------ | ------------------ | ------------------ | ------------------------- | --------------------------- | ------------------------------ | ------------------------- |
| 1re étape          | GW Shimano         | Marlon Pérez       | Non attribué              | Non attribué                | Non attribué                   | GW Shimano                |
| 2e étape           | Iván Casas         | Marlon Pérez       | Freddy González           | Iván Casas                  | Marlon Pérez                   | GW Shimano                |
| 3e étape           | Marlon Pérez       | Marlon Pérez       | Javier González           | Marlon Pérez                | Weimar Roldán                  | GW Shimano                |
| 4e étape           | Marvin Angarita    | Marlon Pérez       | Javier González           | Marlon Pérez                | Weimar Roldán                  | GW Shimano                |
| 5e étape           | Marlon Pérez       | Marlon Pérez       | Javier González           | Marlon Pérez                | Weimar Roldán                  | GW Shimano                |
| 6e étape           | Marlon Pérez       | Marlon Pérez       | Javier González           | Marlon Pérez                | Weimar Roldán                  | GW Shimano                |
| 7e étape           | Sergio Henao       | Iván Parra         | Fabio Montenegro          | Marlon Pérez                | Weimar Roldán                  | Boyacá orgullo de América |
| 8e étape           | Marlon Pérez       | Iván Parra         | Fabio Montenegro          | Marlon Pérez                | Weimar Roldán                  | Boyacá orgullo de América |
| 9e étape           | Juan Pablo Suárez  | Félix Cárdenas     | Fabio Montenegro          | Marlon Pérez                | Weimar Roldán                  | Boyacá orgullo de América |
| 10e étape          | Freddy Montaña     | Félix Cárdenas     | Fabio Montenegro          | Marlon Pérez                | Weimar Roldán                  | Boyacá orgullo de América |
| 11e étape          | Robinson Chalapud  | Félix Cárdenas     | Fabio Montenegro          | Marlon Pérez                | Weimar Roldán                  | EPM - UNE                 |
| Classements finals | Classements finals | Félix Cárdenas     | Fabio Montenegro          | Marlon Pérez                | Weimar Roldán                  | EPM-UNE                   |